# Mildred Dunnock
Mildred Dorothy Dunnock (ur. 25 stycznia 1901 w Baltimore, zm. 5 lipca 1991 w Oak Bluffs) – amerykańska aktorka filmowa, teatralna i telewizyjna.

## Filmografia

### Seriale telewizyjne
- 1947: Kraft Television Theatre
- 1954: Climax! jako ciocia Ida
- 1961: The Defenders jako Irene Brennan
- 1965: The F.B.I. jako pani Whitaker

### Filmy fabularne
- 1944: Zemsta niewidzialnego człowieka jako Norma, pokojówka
- 1947: Pocałunek śmierci jako pani Rizzo
- 1952: Viva Zapata! jako Senora Espejo
- 1956: Kochaj mnie czule
- 1959: Historia zakonnicy jako Siostra Małgorzata, przełożona postulantek
- 1964: A oto koń siny jako Pilar, matka Artigueza
- 1969: Co się stało z ciocią Alicją? jako Edna Tinsley
- 1987: Podrywacz artysta jako Nellie

## Nagrody i nominacje
Została nominowana do nagrody Emmy, dwukrotnie do Oscara i trzykrotnie do nagrody Złotego Globu.